# Au Départ (enseigne de maroquinerie)
Au Départ est l'enseigne d'un malletier parisien, fondée en 1834.
Au Départ, bien que disparu, est régulièrement cité comme l'un des quatre plus grands malletiers français aux côtés de Louis Vuitton, Goyard et Moynat.

## Histoire

### Bertin Frères
L'enseigne Au Départ, installée 7 boulevard de Denain à Paris en face de la Gare du Nord, a été reprise par deux frères, Ernest (né en 1846) et Paul Bertin (né en 1854),.  Originaires du village de Daulaincourt dans la Haute-Marne, ils débutent en vendant de la mercerie sur le marché Saint-Quentin. Ils fondent la Maison Bertin Frères en 1871[source secondaire souhaitée].

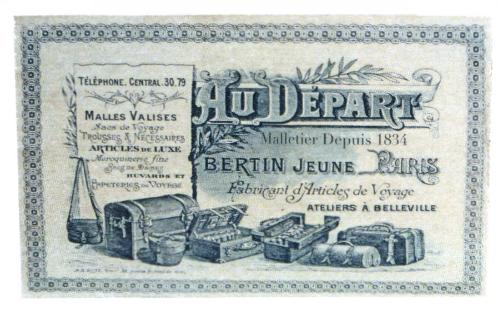
Etiquette Au Départ indiquant "Malletier depuis 1834"

Dans la boutique du boulevard de Denain, ils se spécialisent dans la vente d'armes, de munitions et d'articles de voyage, chasse et pêche.  La section spécialisée pour le voyage propose de nombreux types de malles (malles poste, malles bombées, malles cantine, malles en osier, malles plates, malles en bois cerclées recouvertes d'une toile marron, malles dites « anglaises » tout en osier tressé recouvertes de toile cuir, malles pour automobiles, etc.), des valises en cuir, des sacs à main, et des trousses garnies[source insuffisante].
L'affaire Bertin Frères prospère et une succursale Au Départ est ouverte au 29, avenue de l'Opéra en 1874[source insuffisante]. La boutique se spécialise dans les articles de voyage et de maroquinerie qui sont fabriqués dans des ateliers installés à Belleville dirigés par les frères Bertin. Les frères Bertin sont également à l'origine de plusieurs inventions connexes[source secondaire souhaitée] qu'ils brevèteront, notamment un nouveau mode de fabrication de malles et autres articles de voyage[source insuffisante] et un procédé pour rendre les peaux et tous les produits de tannerie parfaitement étanches[source insuffisante].

### Bertin Jeune et Bertin Fils
Ernest Bertin, qui habite au-dessus de la boutique du boulevard de Denain, se consacre aux articles pour chasseurs, et fonde Bertin Fils.  Paul Bertin, qui habite, lui, au-dessus de la boutique de l'avenue de l'Opéra, fonde de son côté avec ses fils Bertin Jeune et continue à se spécialiser dans les articles de voyage.  Les deux entreprises Bertin Jeune et Bertin Fils coexistent. À la mort d'Ernest Bertin en 1905, le fonds de commerce du boulevard de Denain est cédé et la boutique Au Départ qui y sied disparait en 1910-1911 ; la boutique de l'avenue de l'Opéra poursuit de son côté son essor.

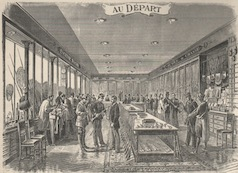
Intérieur de la boutique Au Départ, 7 boulevard Denain, vers 1895
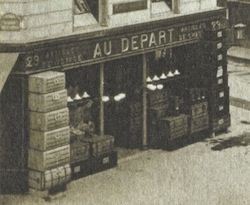
Boutique Au Départ, 29 avenue de l’Opéra, début 1900
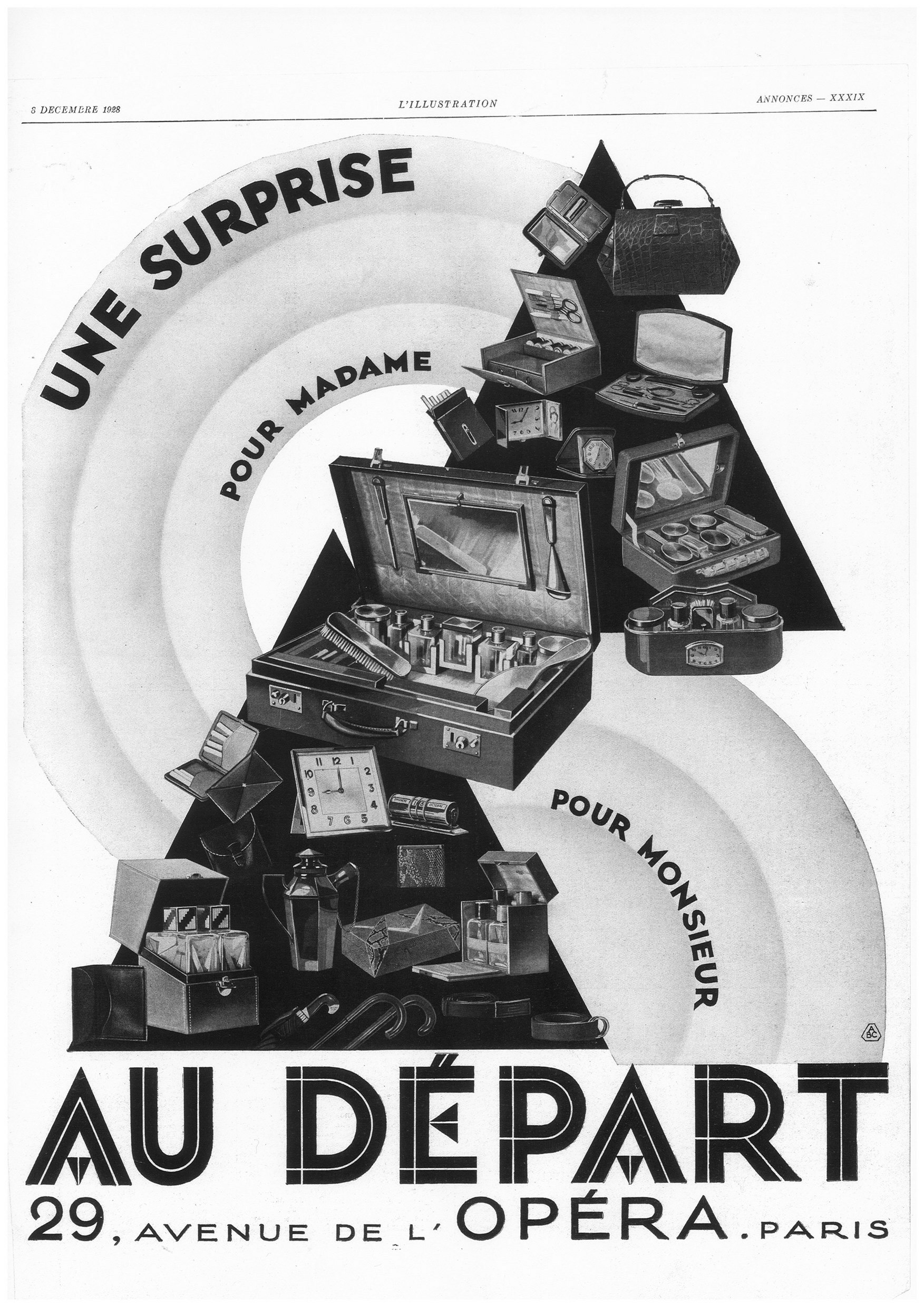
Publicité Au Départ parue dans L'Illustration (décembre 1928)
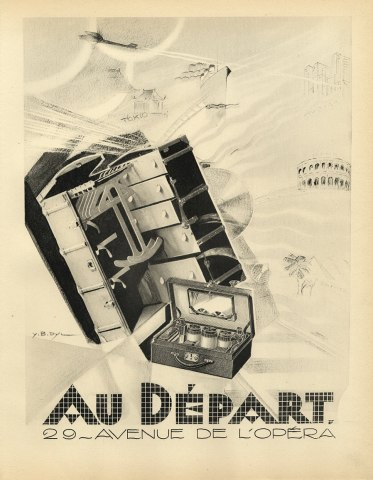
Publicité Au Départ de Yan Bernard Dyl parue dans Pan - L'Annuaire du Luxe (1928)

Au Départ connait son apogée dans les années 1920 sous l'impulsion de François Bertin[source secondaire souhaitée], fils de Paul Bertin, qui dirige désormais la marque. Pour distinguer ses produits, Au Départ va recouvrir certains de ses articles d'une toile damier montée en biais qui sera une alternative aux toiles monogrammées proposées par les Maisons Louis Vuitton et Goyard. Au Départ sera également active dans la promotion de ses produits en publiant régulièrement dans L'Illustration des publicités sous le thème « Un beau voyage commence ».  En 1928, Au Départ est sélectionnée pour figurer avec une centaine d'autres maisons de luxe dans le prestigieux Pan - Annuaire du Luxe à Paris réalisé sous la direction de Paul Poiret et édité par la Maison Devambez[source secondaire souhaitée].

### Coopération avec les grands malletiers parisiens
Le 2 juillet 1932, François Bertin représente Au Départ et crée une nouvelle société, la CIC (abréviation de Coopération Industrielle et Commerciale), avec les dirigeants des quatre autres grands malletiers de l'époque (Louis Vuitton, Goyard, Moynat et Aux États-Unis) pour faire face à la crise économique.  Les cinq maisons unissent leurs forces, notamment pour l'achat de matières premières et d'articles de voyage et le dépôt de brevets.  La coopération durera jusqu'en 1935.

### L'enseigneMoynat Au Départ
Au décès de François Bertin en 1964, son fils Alain reprend l'affaire. Pour pallier le déclin de l'activité, un rapprochement avec le concurrent historique de l'avenue de l'Opéra, le malletier Moynat, est envisagé[source secondaire souhaitée].  Dès 1965, la fusion entre les deux enseignes est actée. La boutique du 29 avenue de l'Opéra ferme ses portes et c'est désormais la double enseigne « Moynat Au Départ » qui est exploitée dans la boutique historique de Moynat au n° 1 de l'avenue de l'Opéra.  Alain Bertin devient président directeur général de la nouvelle société commune tandis que Maurice Coulembier est administrateur.
L'enseigne Moynat Au Départ ferme définitivement en 1976. La marque Moynat sera pour sa part relancée en décembre 2011 par le Groupe Arnault avec l'ouverture d'une nouvelle boutique au 348, rue Saint Honoré à Paris.